# 783 (číslo)
Sedm set osmdesát tři je přirozené číslo. Následuje po čísle sedm set osmdesát dva a předchází číslu sedm set osmdesát čtyři. Římskými číslicemi se zapisuje DCCLXXXIII a řeckými číslicemi ψπγ'.

## Matematika
783 je:
- Sedmiúhelníkové číslo
- Deficientní číslo
- Složené číslo
- Nešťastné číslo

## Astronomie
- (783) Nora je planetka hlavního pásu, kterou objevil v roce 1914 Johann Palisa

## Roky
- 783
- 783 př. n. l.